# Кадишева Надія Микитівна
Наді́я Мики́тівна Ка́дишева (рос. Надежда Никитична Кадышева, ерз. Надежда Никитична Кадышева, у неперевірених джерелах — «Кадышень»; нар. 1 червня 1959, с. Горки, Татарська АРСР) — поп-співачка РФ ерзянського походження. Солістка популярного ансамблю «Золоте кільце». Народна артистка Росії (1999) і Республіки Мордовія, заслужена артистка Республіки Татарстан, почесний громадянин міста Бугульми.
Найвідоміші пісні — «Мне не жаль ничего», «Я не колдунья», «Яблоневый вечер», «Печальный ветер», «Ой мороз мороз», «Околица».

## Біографія
Народилася 1 червня (за іншими даними — 29 травня) 1959 року в селі Горки Леніногорського району Татарської АРСР (зараз Республіка Татарстан). Дитинство провела в ерзянському селі Старий Макалауш (ерз. Ташто Макалуш) Клявлінського району Самарської області, деякі джерела стверджують, що справжнє місце її народження.
Батько працював майстром на залізниці, мати була хатньою господаркою. У родині було п'ять дочок. Мати померла, коли Надії було 10 років, незабаром батько одружився вдруге. У мачухи були свої діти, і життя і без того багатодітної родини стало ще важчим. Старша сестра поїхала до міста і влаштувалася на завод, другу сестру відправили до родичів, а Надію із сестрою Любою призначили до інтернату в Бугульмі. Згодом Надія переїздить до сестри у Підмосков'я, а по закінченні школи-восьмирічки починає працювати ткалею на фабриці в Лобні. Там вона активно бере участь у самодіяльності.
Уперше намагалася вступити до музичного училища ім. Іпполитова-Іванова у 1977 році, коли їй було 18 років. Спроба виявилася невдалою, вступити вона змогла лише наступного року — після підготовчих курсів.
Під час навчання вона познаймилася і зі своїм майбутнім чоловіком — О. Г. Костюком, який, бувши студентом інституту ім. Гнесіних, мешкав з нею в одному гуртожитку. На третьому курсі Кадишевій було запропановано взяти участь в ансамблі «Россияночка» при Москонцерті. Потім Надія перевелася до музичного інституту Гнесіних, а в 1983 році одружилася з Олександром Костюком.
У 1988 році Костюк створив ансамбль «Золоте кільце», який розпочав гастролі за кордоном. У 1993 році студія «Союз» почала співробітництво з колективом і ансамбль «Золоте кільце» став набувати популярності й у Росії.

## Критика
У юному віці Кадишева виконувала ерзянські пісні на сценах сільських клубів. Очевидно, вона володіє й ерзянською мовою: ерзянський журнал «Чилисема» («Схід», «Схід Сонця») опублікував інтерв'ю з Кадишевою, разом з автографом співачки: «Чилисема журналонь ловныцятненень паронь арсемат» («Читачам „Чилисема“ найкращих побажань»). Проте, після переїзду до Москви співає (за єдиним винятком) виключно російськомовні пісні.
Стан ерзянської мови, як і багатьох мов малих народів Росії, оцінюють як «критичний»: у 2008 році голова Фонду врятування ерзянської мови Г. Д. Мусальов звернувся відкритим листом до президента РФ Д. А. Медведєва, де висловив стурбованість становищем фіно-угорських народів Росії. Того ж року повідомляли, що в Москві, за неофіційними даними, налічується близько 200 тис. ерзян. Більшість з них не знали ерзянської і були настроєні на асиміляцію.
У жовтні 2010 року група прихильників збереження національної ерзянської культури «Эрзянь Вал» звернулася до Надії Кадишевої з проханням включити до репертуару пісні ерзянською мовою. Представник ерзянської діаспори в Україні Олександр Болькін зауважив: «Ви зуміли так високо піднести і показати всьому світу пісенний талант нашого народу. Часто слухаємо у Вашому виконанні мокшанську пісню „Луганяса келуня“. На жаль, знайти щось іще ми поки не можемо». Незадоволені Кадишевою земляки не розуміють, як можна показати світу талант ерзянського народу, не маючи в репертуарі жодної оригінальної пісні ерзянською мовою (відомий запис пісні ерзянською мовою у виконанні Кадишевої — «Луганяса келунясь» («На лузі берізонька») є мордовською народною піснею).
Деякі критики відзначають, що Кадишева підтримує популярність не вокальними даними, а модністю аранжировок народних пісень та пишними сценічними нарядами. У цьому відношенні Кадишеву протиставляють іншій співачці-ерзянці — Лідії Руслановій, розглядаючи творчість останньої як взірець виконавчої майстерності.

## Громадянська позиція
28 червня 2025 року, на хвилі нової популярності у російському сегменті китайської соціальної мережі TikTok, виступила на пропагандистському заході «Алые паруса», куди були запрошені, серед інших, цьогорічні випусники з тимчасово окупованих росіянами територій України.

## Родина
- Батько — Микита Михайлович Кадишев (1923—1974)[6]
- Мати — Ганна Андріївна Кадишева (1927—1970)[6]
- Чоловік — Олександр Григорович Костюк (нар. 7 квітня 1958)[6]
- Син — Григорій Олександрович Костюк (нар. 27 травня 1984)[6]
- Невістка — Анжеліка Бірюкова (нар. 28 серпня 1977)[6]
- Онук — Олексій Григорович Костюк (нар. 12 червня 2015)[6]

## Цікаві факти
- Серед людей, що відіграли значну роль у житті співачки, було багато етнічних українців: керівником співачки на підготовчому відділенні Московського Музичного училища ім. Іпполітова-Іванова був Микола Тарасенко; викладачем класу на кафедрі сольного співу Інституту ім. Гнесіних була професор Ніна Мешко; одружилася вона з колишнім однокурсником Олександром Костюком, уродженцем Запоріжжя (причому весілля зіграли в Україні, в місті Мелітополь); сина назвали на честь діда-українця — Григорієм.
- У гардеробі Кадишевої близько 100 сценічних костюмів: «Костюми в мене завжди були гарні, багаті. Це мій стиль. Мій чоловік каже, що ми обов'язково відкриємо музей. Хоча в повсякденні я вдягаюся досить просто»[6].
- 28 червня 2005 підпис Кадишевої з'явився під листом на підтримку вироку колишнім керівникам ЮКОСу. Проте 9 лютого 2011 вона відмовилася від свого підпису[6].
- У Російській Вікіпедії 27 червня 2014 прибрано розділ «Известные эрзяне» у статті «Эрзяне» — з причини «браку джерел». Щезло звідти й ім'я Кадишевої[14], незважаючи на підтвердження факту в статті, присвяченій співачці.

## Дискографія
- «Калинка»
- «Золотое кольцо»
- «Виновата ли я» (1995);
- «Течёт ручей» (1995);
- «Печальный ветер» (1995);
- «Уходи, горе» (1997);
- «Милая роща» (1998);
- «Плачет дождик» (2003);
- «С днём рождения» (2004);
- «Широка — река» (2004);
- «Моя любовь» (2006);
- «Зажигаем вновь» (2008);
- «И вновь любовь» (2009);
- «Сударушка» (2010);
- «И вновь любовь (перевидання)» (2011),
- «Небо пополам» (2012)